# Bisdom Amos
Het bisdom Amos (Latijn: Dioecesis Amosensis) is een rooms-katholiek bisdom met als zetel Amos, in Canada. Het bisdom is suffragaan aan het aartsbisdom Gatineau. Met de benoeming van bisschop Joseph Ferdinand Guy Boulanger, bisschop van Rouyn-Noranda, in september 2023, is er een gedeeltelijk samengaan van de twee bisdommen in persona episcopi. 

## Geschiedenis
Het bisdom werd opgericht op 3 december 1938, uit delen van het bisdom Haileybury, en was suffragaan aan het aartsbisdom Quebec. Op 31 oktober 1990 veranderde het van kerkprovincie en werd suffragaan aan het aartsbisdom Gatineau. 

## Parochies
Het bisdom had in 2020 een oppervlakte van 127.237 km2 en telde 112.247 inwoners waarvan 73,3% rooms-katholiek was.

## Bisschoppen
- Joseph Louis Aldée Desmarais (20 juni 1939 - 31 oktober 1968)
  - Albert Sanschagrin (coadjutor: 12 augustus 1957 - 13 juni 1967; apostolisch administrator: 31 oktober 1959 - 13 juni 1967)
- Gaston Hains (31 oktober 1968 - 19 april 1978, coadjutor sinds 13 juni 1967)
- Gérard Drainville (13 april 1978 - 3 mei 2004)
- Eugène Tremblay (3 mei 2004 - 22 februari 2011)
- Gilles Lemay (22 februari 2011 - 16 september 2023)
- Joseph Ferdinand Guy Boulanger (16 september 2023 - heden; tevens bisschop van Rouyn-Noranda)[1]

Gatineau (aartsbisdom) · Amos · Rouyn-Noranda